# 毅宗 (高麗王)
毅宗（きそう、1127年5月23日 - 1173年11月7日）は、第18代高麗王（在位：1146年 - 1170年）。姓は王、諱は晛、初名は澈、諡号は剛果荘孝大王。

## 治世
仁宗と恭睿王后任氏の長男に生まれ、1146年に即位した。太子の時、王位継承者としての資質を母后に疑われ、廃太子も取り沙汰されていた。即位後も遊戯に耽って政務を投げ出し、文臣を優遇して武臣をぞんざいに扱ったため、武臣らの不満が高まった。また、寵愛した宦官たちの専横を見逃したために、しばしば宦官が政治に口を出す事態に至った。
そんな折の1170年8月、鄭仲夫・李義方らかねてより冷遇されていた武官が反乱を起こした。いわゆる庚寅の乱である。武官らは文臣や宦官らを刺殺し、毅宗と太子は島流しに処したうえで、毅宗の弟の明宗を王位に就けた。以後、約100年にわたって高麗王朝は武官が政務を執る武臣政権へと至る。
1173年、武臣政權に反感を持っていた金甫当が反乱を起こし、毅宗復位運動を推進した。金甫当に呼応した反乱軍の一派は巨済島に幽閉されていた毅宗を慶州に移したが、金甫当の敗死により、復位計画は失敗に終わった。同年10月、毅宗は李義方が送った刺客の李義旼により、素手で背骨を折られるという凄惨な死を迎えた。挙句、王の遺体は大釜に入れられ、池に遺棄されたという。
1174年、西京留守の趙位寵が毅宗殺害の罪を問責するという名分で朝廷に反旗を翻すと、李義方を殺して政権を掌握した鄭仲夫は民心を懐柔する目的で毅宗の国喪を準備した。慶州に仮埋葬されていた毅宗の遺体は収拾され開京に送られ、翌年5月には禧陵に葬られた。
毅宗の治世は門閥貴族と武人集団の反目が高まり、その調整に失敗した結果として武臣政権の勃興に至る、いわば高麗王朝の分水嶺となる時期であった。

## 家族
王后
- 荘敬王后金氏 - 孝霊太子、敬徳公主、安貞公主、和順公主の母。
- 荘宣王后崔氏

子女
- 孝霊太子 王祈（初名は泓） - 1153年に太子に冊封されたが、1170年に反乱軍によって島流しにされた。
- 敬徳公主
- 安貞公主
- 和順公主